# Efter Tsunamin – barns berättelser från Asien och Sverige
Efter Tsunamin – barns berättelser från Asien och Sverige var en vandringsutställning som utfördes av Diakonia, Etnografiska museet, Riksutställningar, Rädda Barnen och Östasiatiska museet. Syftet var att skapa förståelse och solidaritet mellan barn och ungdomar i Sverige och andra delar av världen med utgångspunkt ur jordbävningen i Indiska oceanen 2004 och den tsunami som drabbade områdets kuster.
Utställningen visades på sju orter och hade 121 137 besökare, med besökare på två platser oräknade.

## Bakgrund
Den 26 december 2004 inträffade en jordbävning i Indiska oceanen vars följder även kalladeTsunamikatastrofen. Mellan 220 000 och 300 000 människor dog, över 5 miljoner tvingades fly eller blev hemlösa. Bland de drabbade områdena låg flera turistorter och katastrofen uppmärksammades intensivt i västerländsk press. 
I januari 2005 sände två UD-tjänstemän, som befann sig i Phuket som förstärkning efter katastrofen, ett e-postmeddelande till Östasiatiska museet med en önskan om att det skulle produceras en utställning om katastrofen. Museet kontaktade i sin tur Riksutställningar, vars utställningschef själv befunnit sig i Thailand under katastrofen. Etnografiska museet kontaktades därefter och sedan Rädda Barnen och Diakonia. De fem samarbetsparterna enades om att producera en utställning, en nationell turné och pedagogiskt material med invigning på Östasiatiska museet på årsdagen av katastrofen 26 december 2005.

## Tema

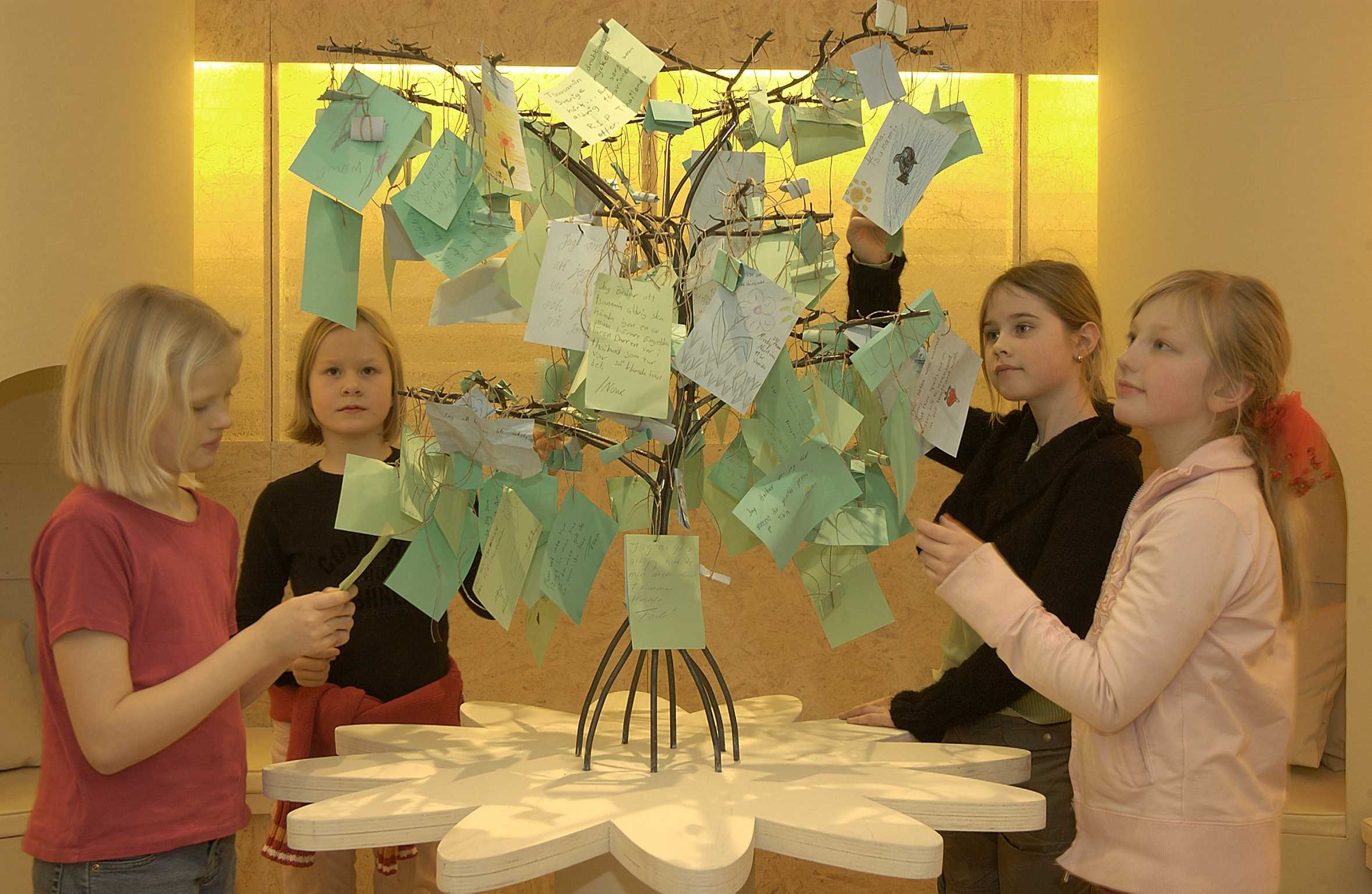
"Önsketrädet", från utställningen Efter tsunamin.

Utställningen handlade om livet efter tsunamin, om återuppbyggnad och framtidstro. I utställningen mötte publiken drabbade barn och ungdomar från Indonesien, Sri Lanka, Indien, Thailand och Sverige. Till deras berättelser presenterades föremål från de drabbade med syfte att utställningen skulle vara ett rum för eftertanke, där solidariteten mellan barn och ungdomar i Sverige och övriga världen stod i centrum. 
Under turnén skedde insamling av föremål med kopplingar till jordbävningen. Där fanns ett ”Önsketräd” där besökarna kunde skriva och lämna minneslappar. Dessa minneslappar har bevarats i en minneskapsel som en del av Etnografiska museets samling. Rädda Barnens ungdomswebbsida Effekt fungerade som en interaktiv mötesplats på internet. Där kunde ungdomar tycka, reflektera, debattera och skriva sin egen och läsa andra ungdomars berättelser.

## Produktion
Formgivaren Martin Jämtlid formgav utställningen och var samtalspart gällande hur innehållet skulle visas, förmedlas och utvecklas över tid. Den rumsliga gestaltningen var en serie av fyra stycken husliknande rum med separata namn byggda av naturmaterial inspirerade av asiatisk arkitektur. Alla rum erbjöd upplevelser och även plats för mer kontemplativa och enskilda stunder.
En lärarhandledning producerades, primärt för grundskolelärare. Handledning bestod av teckningar, fotografier, illustrationer och texter om utställningen, naturkatastrofer, solidaritet och metoder för pedagogiskt arbete.

## Turné

Ett av rummen i utställningen Efter tsunamin, med insamlade föremål från barn och vuxna som själva drabbades av tsunamikatastrofen.

Utställningen besökte förutom Stockholm även Göteborg, Lund, Västerås, Kalmar, Sundsvall och Luleå. Den sågs av sammanlagt 121 137 personer, exklusive de två arrangörerna Kulturen i Lund och Sundsvalls museum vilka inte hade besökarstatistik för sina visningsperioder. Utställningen invigdes på dagen ett år efter Tsunamikatastrofen på Östasiatiska museet och avslutades på Etnografiska museet. Mellan dessa arrangörers visningsperioder var utställningen möjlig att boka av svenska museer och andra utställningsarrangörer. Turnéläggning och transport utfördes av Riksutställningar. Installering och rivning av utställningen utfördes av Riksutställningar med stöd av Etnografiska museet. För programverksamhet hos varje arrangör utförde till exempel Rädda Barnen insatser för att förmedla utställningen och utgöra lokalt stöd för olika initiativ. Utställningens målgrupp var barn och unga, främst skolklasser.

### Turnédatum
- Östasiatiska museet, Stockholm, 25 december 2005 till 28 maj 2006.
- Världskulturmuseet, Göteborg, 29 juni 2006 till 6 augusti 2006
- Kulturen i Lund, 20 augusti 2006 till 22 oktober 2006
- Västmanlands läns museum, Västerås, 20 januari 2007 till 25 februari 2007
- Kalmar läns museum, 11 mars 2007 till 8 april 2007
- Sundsvalls museum, 25 augusti 2007 till 30 september 2007
- Norrbottens museum, Luleå, 4 november 2006 till 7 januari 2007

- Etnografiska museet, Stockholm, 26 december till 27 april 2008

## Budget
Det budgeterades 2 050 000 kr där produktionen stod för 1 772 000, program och pedagogik 140 000 kr samt turnén 138 000 kr. Slutsumman blev 1 978 356 kr och projektet genomfördes med stöd från Sida och Allmänna arvsfonden.